# Tyrannochthonius palauanus
Tyrannochthonius palauanus är en spindeldjursart som beskrevs av Beier 1957. Tyrannochthonius palauanus ingår i släktet Tyrannochthonius och familjen käkklokrypare. Inga underarter finns listade i Catalogue of Life.